# John Kongos (musicista)
John Joseph Kongos, detto Johnny (Londra, 4 luglio 1981), è un tastierista e fisarmonicista sudafricano naturalizzato statunitense, membro del gruppo musicale Kongos.

## Biografia
Figlio del cantautore sudafricano John Kongos (suo omonimo) e di madre statunitense, John (chiamato solitamente "Johnny") nasce a Londra il 4 luglio 1981, ed è il primo di quattro fratelli (Jesse, Dylan e Daniel).
Come i suoi fratelli, si avvicina alla musica in tenera età suonando il pianoforte, ma sarà l'unico dei quattro a non cambiare strumento.
Trasferitosi a Johannesburg con la sua famiglia quando aveva circa 6 o 7 anni, trascorre lì il resto dell'infanzia e parte dell'adolescenza, prima di trasferirsi a Phoenix, negli Stati Uniti. Qui, dopo che i fratelli ebbero cambiato strumento, inizia a suonare con piccoli progetti di musica jazz insieme al fratello Jesse alla batteria (essendo il più grande tra gli altri fratelli, ancora piuttosto piccoli di età).
Nel 2004 i due si uniscono ai fratelli minori Dylan e Daniel (rispettivamente 18 e 16 anni all'epoca), ora più maturi per poter suonare in una band, e insieme danno vita ai Kongos.
Johnny si contraddistingue sin da subito per l'uso della fisarmonica, strumento piuttosto insolito nel rock, dando vita ad uno dei marchi di fabbrica della band sudafricana, il cui sound è stato in gran parte costruito proprio attorno all'uso di questo strumento, soprattutto nei primi due album.
Insieme al fratello Dylan, è co-autore della loro hit Come With Me Now.
A partire dal terzo album, Johnny (così come Daniel) si è prestato a condividere la voce solista insieme a tutti i fratelli, mentre nei primi due album erano solo Dylan e talvolta Jesse ad avere questo ruolo (fatta eccezione per le strofe del brano Take Me Back, cantate dallo stesso Johnny).

## Vita privata
Vive a Los Angeles e ha una compagna.

## Discografia

### Con i Kongos
- 2007 – Kongos
- 2012 – Lunatic
- 2016 – Egomaniac
- 2019 – 1929, Pt. 1
- 2019 – 1929, Pt. 2
- 2022 – 1929, Pt. 3